# Данилов, Дмитрий Иванович (воевода)
Дмитрий Иванович Данилов — воевода на службе у московского князя Василия III.

## Происхождение и семья
Дворянин из рода Нетшиных — XX колено от Рюрика. Род Нетшиных, происходя от князей Смоленских, княжеское достоинство утратил. Четвёртый из шестерых сыновей Ивана Данилова. Детей не имел.

## Служба
В 1522 году послан из Коломны в Рязань из-за угрозы нападения со стороны Крымского ханства. В 1533 году был приставом у ногайского царевича Ак-Девлета, служившего московскому князю.